# The Aliens (serie televisiva)
The Aliens è una serie televisiva britannica di fantascienza creata da Fintan Ryan. Ambientata 40 anni dopo che gli alieni sono sbarcati nel Mare d'Irlanda, in cui vengono integranti in modo riluttante nella società britannica nella fittizia città di Troy. Il poliziotto di frontiera Lewis Garvey, interpretata da Michael Socha, viene coinvolto dal centro del crimine di Troy e nelle stesso momento scopre di essere lui stesso metà alieno.
La serie di sei episodi vede tra i protagonisti anche Michaela Coel, Michael Smiley e Jim Howick, ed è prodotta da Clerkenwell Films per E4. Il primo episodio è stato trasmesso l'8 marzo 2016. Ryan aveva già scritto in precedenza i programmi della BBC Never Better e In the Flesh.

## Produzione
Coel ha dichiarato a Radio Times che The Aliens affronta "urgenti preoccupazioni contemporanee" non limitate al razzismo; durante le riprese della serie alla Nu Boyana Film Studios in Bulgaria, ha riferito di aver subito attacchi razzisti.